# Internationale Cricket-Saison 2021/22
Die internationale Cricket-Saison 2021/22 fand zwischen September 2021 und April 2022 statt. Als Wintersaison trugen vorwiegend die Mannschaften aus Südasien, der Karibik und Ozeanien ihre Heimspiele aus. Die ausgetragenen Tests der internationalen Touren bildeten die Grundlage für die ICC Test Championship. Die ODI bildeten den Grundstock für die ICC ODI Championship und die Twenty20-Spiele für die ICC T20I Championship. Höhepunkte der Saison war die Austragung des ICC T20 World Cup 2021 und des Women’s Cricket World Cup 2022.

## Ereignisse
Am 17. September 2021 sollte ursprünglich Neuseeland in Pakistan seine Tour über drei ODIs und fünf Twenty20s beginnen. Am Morgen des ersten ODIs erklärte die neuseeländische Regierung, dass sich die Sicherheitslage verändert habe und es unsicher sei, länger im Land zu bleiben. Daraufhin wurde die Tour durch Neuseeland einseitig abgesagt und das Team reiste ab. Im März sollte eine weitere Tour Australiens in Neuseeland stattfinden, was jedoch am 8. Februar abgesagt wurde, da nicht genug Quarantäneplätze für das australische Team zur Verfügung standen.

## Überblick

### Internationale Touren
| Beginn            | Heimteam           | Auswärtsteam       | Resultate | Resultate | Resultate | Artikel |
| Beginn            | Heimteam           | Auswärtsteam       | Test      | ODI       | Twenty20  | Artikel |
| ----------------- | ------------------ | ------------------ | --------- | --------- | --------- | ------- |
| 1. September 2021 | Bangladesch        | Neuseeland         |           |           | 3–2 [5]   | Artikel |
| 2. September 2021 | Sri Lanka          | Südafrika          |           | 2–1 [3]   | 0–3 [3]   | Artikel |
| 6. September 2021 | Vereinigte Staaten | Papua-Neuguinea    |           | 2–0 [2]   |           | Artikel |
| 7. September 2021 | Nepal              | Papua-Neuguinea    |           | 2–0 [2]   |           | Artikel |
| 7. Oktober 2021   | Ver. Arab. Emirate | Irland             |           |           | 2–1 [3]   | Artikel |
| 17. November 2021 | Indien             | Neuseeland         | 1–0 [2]   |           | 3–0 [3]   | Artikel |
| 19. November 2021 | Bangladesch        | Pakistan           | 0–2 [2]   |           | 0–3 [3]   | Artikel |
| 21. November 2021 | Sri Lanka          | West Indies        | 2–0 [2]   |           |           | Artikel |
| 26. November 2021 | Südafrika          | Niederlande        |           | (0–0) [3] |           | Artikel |
| 8. Dezember 2021  | Australien         | England            | 4−0 [5]   |           |           | Artikel |
| 13. Dezember 2021 | Pakistan           | West Indies        |           | – [3]     | 3–0 [3]   | Artikel |
| 22. Dezember 2021 | Vereinigte Staaten | Irland             |           | – [3]     | 1–1 [2]   | Artikel |
| 26. Dezember 2021 | Südafrika          | Indien             | 2–1 [3]   | 3–0 [3]   |           | Artikel |
| 1. Januar 2022    | Neuseeland         | Bangladesch        | 1–1 [2]   |           |           | Artikel |
| 8. Januar 2022    | West Indies        | Irland             |           | 1–2 [3]   | – [1]     | Artikel |
| 16. Januar 2022   | Sri Lanka          | Simbabwe           |           | 2–1 [3]   |           | Artikel |
| 21. Januar 2022   | Afghanistan        | Niederlande        |           | 3–0 [3]   |           | Artikel |
| 22. Januar 2022   | West Indies        | England            | 1–0 [3]   |           | 3–2 [5]   | Artikel |
| 5. Februar 2022   | Oman               | Ver. Arab. Emirate |           | 0–2 [3]   |           | Artikel |
| 6. Februar 2022   | Indien             | West Indies        |           | 3–0 [3]   | 3–0 [3]   | Artikel |
| 11. Februar 2022  | Australien         | Sri Lanka          |           |           | 4–1 [5]   | Artikel |
| 17. Februar 2022  | Neuseeland         | Südafrika          | 1–1 [2]   |           |           | Artikel |
| 23. Februar 2022  | Bangladesch        | Afghanistan        |           | 2–1 [3]   | 1–1 [2]   | Artikel |
| 24. Februar 2022  | Indien             | Sri Lanka          | 2–0 [2]   |           | 3–0 [3]   | Artikel |
| 3. März 2022      | Pakistan           | Australien         | 0–1 [3]   | 2–1 [3]   | 0–1 [1]   | Artikel |
| 18. März 2022     | Südafrika          | Bangladesch        | 2–0 [2]   | 1–2 [3]   |           | Artikel |
| 25. März 2022     | Neuseeland         | Niederlande        |           | 3–0 [3]   | 0–0 [1]   | Artikel |
| 25. März 2022     | Nepal              | Papua-Neuguinea    |           | 0–2 [2]   |           | Artikel |

### Internationale Turniere
| Beginn             | Turnier                                                    | Land                               |
| ------------------ | ---------------------------------------------------------- | ---------------------------------- |
| 13. September 2021 | Oman Tri-Nation Series 2021/22 (6. Runde)                  | Oman                               |
| 25. September 2021 | Oman Tri-Nation Series 2021/22 (7. Runde)                  | Oman                               |
| 17. Oktober 2021   | ICC T20 World Cup 2021                                     | Vereinigte Arabische Emirate, Oman |
| 26. November 2021  | Namibia Tri-Nation Series 2021/22                          | Namibia                            |
| 11. Februar 2022   | Oman Quadrangular T20I Series 2021/22                      | Oman                               |
| 5. März 2022       | United Arab Emirates Tri-Nation Series 2021/22 (9. Runde)  | Vereinigte Arabische Emirate       |
| 15. März 2022      | United Arab Emirates Tri-Nation Series 2021/22 (10. Runde) | Vereinigte Arabische Emirate       |
| 28. März 2022      | Nepal Tri-Nation Series 2021/22                            | Nepal                              |
| 9. April 2022      | Papua New Guinea Tri-Nation Series 2021/22                 | Vereinigte Arabische Emirate       |

### Internationale Touren (Frauen)
| Beginn             | Heimteam   | Auswärtsteam | Resultate | Resultate | Resultate | Artikel |
| Beginn             | Heimteam   | Auswärtsteam | WTest     | WODI      | WTwenty20 | Artikel |
| ------------------ | ---------- | ------------ | --------- | --------- | --------- | ------- |
| 21. September 2021 | Australien | Indien       | 0–0 [1]   | 2–1 [3]   | 2–0 [3]   | Artikel |
| 5. Oktober 2021    | Simbabwe   | Irland       |           | 1–3 [4]   |           | Artikel |
| 8. November 2021   | Pakistan   | West Indies  |           | 0–3 [3]   |           | Artikel |
| 10. November 2021  | Simbabwe   | Bangladesch  |           | 0–3 [3]   |           | Artikel |
| 20. Januar 2022    | Australien | England      | 0–0 [1]   | 3–0 [3]   | 0–1 [3]   | Artikel |
| 28. Januar 2022    | Südafrika  | West Indies  |           | 2–1 [4]   |           | Artikel |
| 2. Februar 2022    | Neuseeland | Indien       |           | 4–1 [5]   | 1–0 [1]   | Artikel |

### Internationale Turniere (Frauen)
| Beginn            | Turnier                                  | Land       |
| ----------------- | ---------------------------------------- | ---------- |
| 21. November 2021 | Women’s Cricket World Cup Qualifier 2021 | Sri Lanka  |
| 4. März 2022      | Women’s Cricket World Cup 2022           | Neuseeland |

## Nationale Meisterschaften
Aufgeführt sind die nationalen Meisterschaften der Full Member des ICC.
| Land                              | First-Class                                    | List A                                                   | Twenty20                           |
| --------------------------------- | ---------------------------------------------- | -------------------------------------------------------- | ---------------------------------- |
| Afghanistan                       | Ahmad Shah Abdali 4-day Tournament 2021/22     | Ghazi Amanullah Khan Regional One Day Tournament 2021/22 | Afghanistan Premier League 2021/22 |
| Australien                        | Sheffield Shield 2021/22                       | Marsh One-Day Cup 2021/22                                | Big Bash League 2021/22            |
| Bangladesch                       | National Cricket League 2021/22                | Bangladesh Cricket League One-Day 2021/22                | Bangladesh Premier League 2021/22  |
| Bangladesh Cricket League 2021/22 |                                                |                                                          |                                    |
| Indien                            | Ranji Trophy 2021/22                           | Vijay Hazare Trophy 2021/22                              | Indian Premier League 2022         |
|                                   |                                                | Syed Mushtaq Ali Trophy 2021/22                          |                                    |
| Sri Lanka                         | National Super League 4-Day Tournament 2021/22 | Major Clubs Limited Over Tournament 2021/22              |                                    |
| Neuseeland                        | Plunket Shield 2021/22                         | Ford Trophy 2021/22                                      | Dream 11 Super Smash 2021/22       |
| Pakistan                          | Quaid-e-Azam Trophy 2021/22                    | Pakistan Cup 2021/22                                     | National T-20 Cup 2021/22          |
|                                   |                                                | Pakistan Super League 2022                               |                                    |
| Simbabwe                          | Logan Cup 2021/22                              | Pro50 Championship 2021/22                               |                                    |
| Südafrika                         | CSA 4-Day Series 2021/22                       | CSA One-Day Cup 2021/22                                  | CSA T20 Challenge 2021/22          |
|                                   |                                                | CSA Provincial T20 Knock-Out                             |                                    |
| West Indies                       | West Indies Championship 2021/22               |                                                          |                                    |

## Nationale Meisterschaften (Frauen)
| Land       | List A                                                  | Twenty20                                     |
| ---------- | ------------------------------------------------------- | -------------------------------------------- |
| Australien | Women’s National Cricket League 2021/22                 | Women’s Big Bash League 2021/22              |
| Indien     |                                                         | Women’s T20 Challenge 2021/22                |
| Neuseeland | New Zealand Cricket Women's One Day Competition 2021/22 | New Zealand Cricket Women’s Twenty20 2021/22 |
| Südafrika  | CSA Women's Provincial T20 Competition 2021/22          | CSA Women's Provincial League 2021/22        |